# Lukas Skrivanek
Lukas Skrivanek (* 1. Februar 1997 in Leoben) ist ein österreichischer Fußballspieler.

## Karriere
Skrivanek begann seine Karriere beim DSV Leoben. 2009 wechselte er zum Grazer AK. Im Februar 2010 kam er in die AKA HIB Liebenau. Im Sommer 2010 wechselte er in die Akademie des SK Sturm Graz.
Im Mai 2014 debütierte er für die Amateure der Grazer in der Regionalliga, als er am 26. Spieltag der Saison 2013/14 gegen die Union St. Florian in der 62. Minute für Jörg Jauk eingewechselt wurde. Während dieser Zeit trat er auch kurzzeitig für den 1. FSC Graz in der 2. ÖFB Futsal Liga Süd in Erscheinung, wurde mit der Mannschaft 2013/14 Vizemeister und 2024/15 Meister der genannten Liga.
Im Sommer 2016 rückte er in den Profikader der Grazer auf. Nachdem er allerdings zu keinem Profieinsatz gekommen war, wurde er zur Saison 2017/18 an den Zweitligisten FC Blau-Weiß Linz verliehen.
Sein Debüt in der zweiten Liga gab er im Juli 2017, als er am ersten Spieltag jener Saison gegen den FC Wacker Innsbruck in der Startelf stand.
Zur Saison 2018/19 wechselte er zur Kapfenberger SV. Nach der Saison 2019/20 verließ er die Steirer. Zur Saison 2020/21 wechselte er zum Ligakonkurrenten Floridsdorfer AC. Für die Wiener kam er in jener Saison zu 22 Zweitligaeinsätzen, in denen er ein Tor machte.
Zur Saison 2021/22 kehrte er zum viertklassigen DSV Leoben zurück, bei dem er einst seine Karriere begonnen hatte. Für Leoben kam er zu 25 Einsätzen in der Landesliga, in denen er neunmal traf. Mit dem Klub stieg er zu Saisonende in die Regionalliga auf. Dort spielte er dann aber, auch verletzungsbedingt, keine Rolle mehr und kam bis zur Winterpause nur zweimal zum Einsatz. Im Jänner 2023 wurde er dann in den Kader der achtklassigen Amateure versetzt. Skrivanek verklagte daraufhin den DSV, bekam Recht und löste seinen Vertrag im April 2023 auf.
Nach kurzer Vereinslosigkeit schloss er sich im Sommer 2023 dem steirischen Landesligisten SC Kalsdorf an, bei dem er einen Vertrag bis Sommer 2025 unterschrieb und seitdem als Stammspieler im Einsatz ist. In seiner ersten Saison beim neuen Klub brachte er es auf 28 von 30 möglich gewesenen Ligapartien, erzielte vier Tore und erreichte mit der Mannschaft Rang 3 im Endklassement. Bis zur Winterpause 2024/25 wurde er von Trainer Jörg Schirgi bislang in allen 15 Meisterschaftsspielen eingesetzt (Stand: 13. November 2024).

## Privates
Sein Vater Peter Skrivanek (* 1971) war in den 1990er Jahren ebenfalls als Profifußballspieler aktiv, ließ seine Karriere bis in die 2010er Jahre im Amateurfußball ausklingen, arbeitete danach als Fußballtrainer und fungierte auch als Obmann des DSV Leoben. Hauptberuflich betreibt Peter Skrivanek als Immobilientreuhänder das Unternehmen Skrivanek Immobilien mit Sitz in Leoben. Davor war er unter anderem Geschäftsführer der STIWOG, einem anderen Immobilien-Treuhänder. Außerdem ist er in der Verwaltung der Leoben Wohnbau tätig (Stand: 2024).
Wie sein Vater wurde Lukas Skrivanek parallel zu seiner Fußballkarriere auch in der Immobilienbranche tätig. An der IU Internationale Hochschule studierte er von 2019 bis 2024 via Fernstudium Immobilienmanagement und schloss dieses mit dem Bachelorgrad ab. Nebenbei arbeitete er bis 2024 bei der STIWOG Immobilien GmbH, bei der sein Vater einst die Geschäftsführung innehatte.